# カスパー・テングシュテット
- キャスパー・テングシュテット

カスパー・テングシュテット（Casper Tengstedt, 2000年6月1日 - ）は、デンマーク・中央ユラン地域ヴィボー出身のプロサッカー選手。エールディヴィジ・フェイエノールト所属。ポジションはFW。

## クラブ経歴
ヴィボーFFなどのユースチームを経て、2015年にFCミッティランのユースチームに加入。2017年にプロ契約し、2019-2020シーズンは1.FCニュルンベルクのBチームでプレー。2020年7月にはACホーセンスへのローン移籍が決定。初のトップリーグで2020-21シーズンは3ゴールを決めるも、チームは12位に終わり、デンマーク・ファーストディビジョン (2部リーグ)に降格。同シーズン終了後にACホーセンスへの完全移籍が決定。翌2021-22シーズンは2部で15ゴールを決め、2部リーグ優勝に導いた。
2022年8月1日、ローゼンボリBKと4年契約を締結。加入直後からゴールを量産し、2022年シーズンは途中加入ながら14試合で15ゴールを決めた。
2023年1月11日、SLベンフィカと2028年までの契約を締結した。
2024年8月9日、エラス・ヴェローナFCに期限付き移籍で加入した。

## 代表経歴
2017年から5年間、各ユース世代のデンマーク代表でプレーした。

## 人物
- 父は元サッカー選手のトーマス・テングシュテット (Thomas Tengstedt)で、主にヴィボーFFなどでプレーした。